# کروناویروس انسانی اوسی۴۳
کروناویروس انسانی اوسی۴۳ (نام علمی: Human coronavirus OC43) نام یک گونه از سرده کروناویروس است.